# Ольшанский район
Ольша́нский райо́н (укр. Вільшанський район) — упразднённая административная единица Кировоградской области Украины. Административный центр — посёлок городского типа Ольшанка.

## История
Образован в 1923 году на территории бывшей Ольшанской волости Первомайского уезда и вошёл в состав Первомайского округа Одесской губернии. В 1926 году район был упразднён, его территория была разделена между Благодатновским, Богопольским и Добровеличковским районами. Уже в декабре 1927 года район был восстановлен и получил статус болгарского национального. В июне 1930 года Первомайский округ был расформирован и район вошёл в состав Одесского округа, однако уже в сентябре того же года все округа в Украинской ССР были ликвидированы и Ольшанский район перешёл в прямое подчинение руководству республики.
В 1932 году район вошёл в состав новообразованной Одесской области. В 1935 году район был укрупнён за счёт присоединения части территорий Голованевского, Добровеличковского и Первомайского районов. В ходе сворачивания политики коренизации в СССР, район утратил статус национального.
В 1954 году Ольшанский район был передан из Одесской области в Кировоградскую. В ходе административной реформы в Украинской ССР, в 1962 году район был упразднён, его территория вошла в состав Добровеличковского района, однако уже в 1965—1966 годах реформа была свёрнута и Ольшанский район был восстановлен из частей Добровеличковского и Голованевского районов.
Упразднён 17 июля 2020 года путём включения в состав Голованевского района, на его территории была сформирована Ольшанская поселковая община, а территория Сухоташлыцкого сельского совета вошла в состав Побугской поселковой общины.

## Состав района
На момент упразднения в состав района входили следующие населённые пункты:
- Ольшанский поселковый совет:
  - Ольшанка
  - Калмазово
  - Осычки
- Берёзовобалковский сельский совет:
  - Берёзовая Балка
  - Владиславка
- Бузниковатский сельский совет:
  - Бузниковатое
- Овсяниковский сельский совет:
  - Овсяники
- Добровский сельский совет:
  - Доброе
- Добрянский сельский совет:
  - Добрянка
- Дорожинский сельский совет:
  - Дорожинка
- Йосиповский сельский совет:
  - Зализничное
  - Йосиповка
- Корытно-Забугский сельский совет:
  - Волчья Балка
  - Корытно-Забугское
- Куцобалковский сельский совет:
  - Куцая Балка
  - Синюха
  - Степановка
- Малоольшанский сельский совет:
  - Малая Ольшанка
- Плоско-Забугский сельский совет:
  - Плоско-Забугское
- Станковатский сельский совет:
  - Малая Мазница
  - Станковатое
- Сухоташлыцкий сельский совет:
  - Сухой Ташлык
- Чистопольский сельский совет:
  - Заветное
  - Чистополье